# Sonate K. 179
La sonate K. 179 (F.129/L.177) en sol mineur est une œuvre pour clavier du compositeur italien Domenico Scarlatti.

## Présentation
La sonate en sol mineur K. 179, notée Allegro, est liée à la sonate suivante à quatre temps et joue avec le contraste des mesures, 
 puis . Dans la paire précédente (K. 177 et 178), Scarlatti présentait les mêmes mesures mais inversées :  d'abord, puis 
, preuve que le contraste des mouvements est plus important que la progression des mouvements (lent/rapide).

## Manuscrits
Le manuscrit principal est le numéro 3 du volume II de Venise (1752), copié pour Maria Barbara ; les autres sont Parme II 1 et le numéro 16 du manuscrit Ayerbe de Madrid (E-Mc, ms. 3-1408).

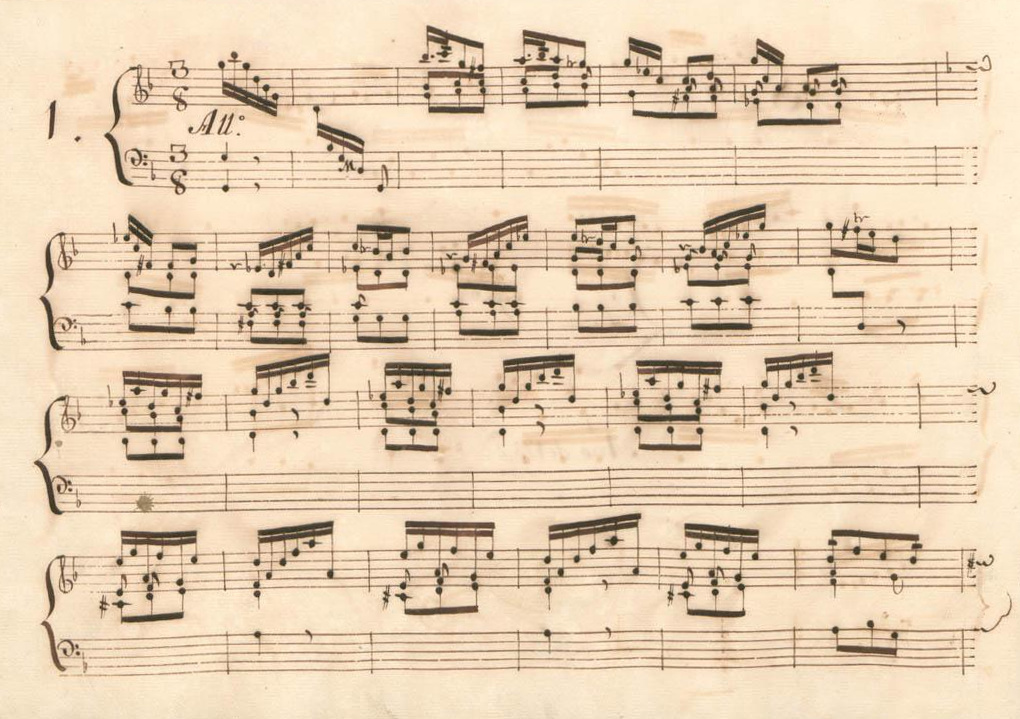
Parme II 1.
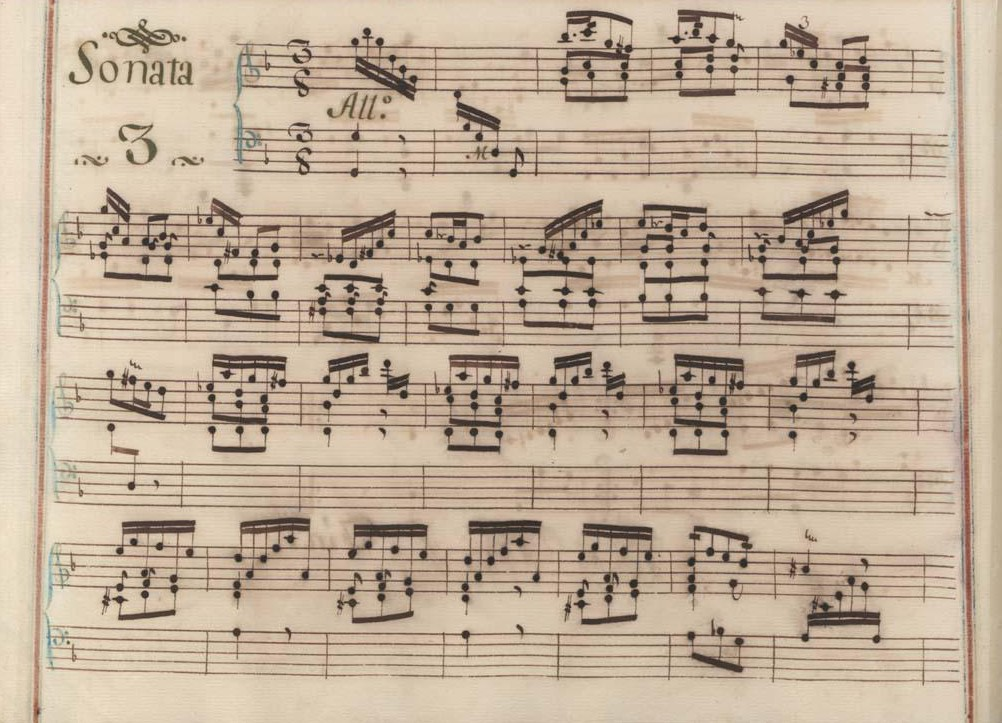
Venise II 3.
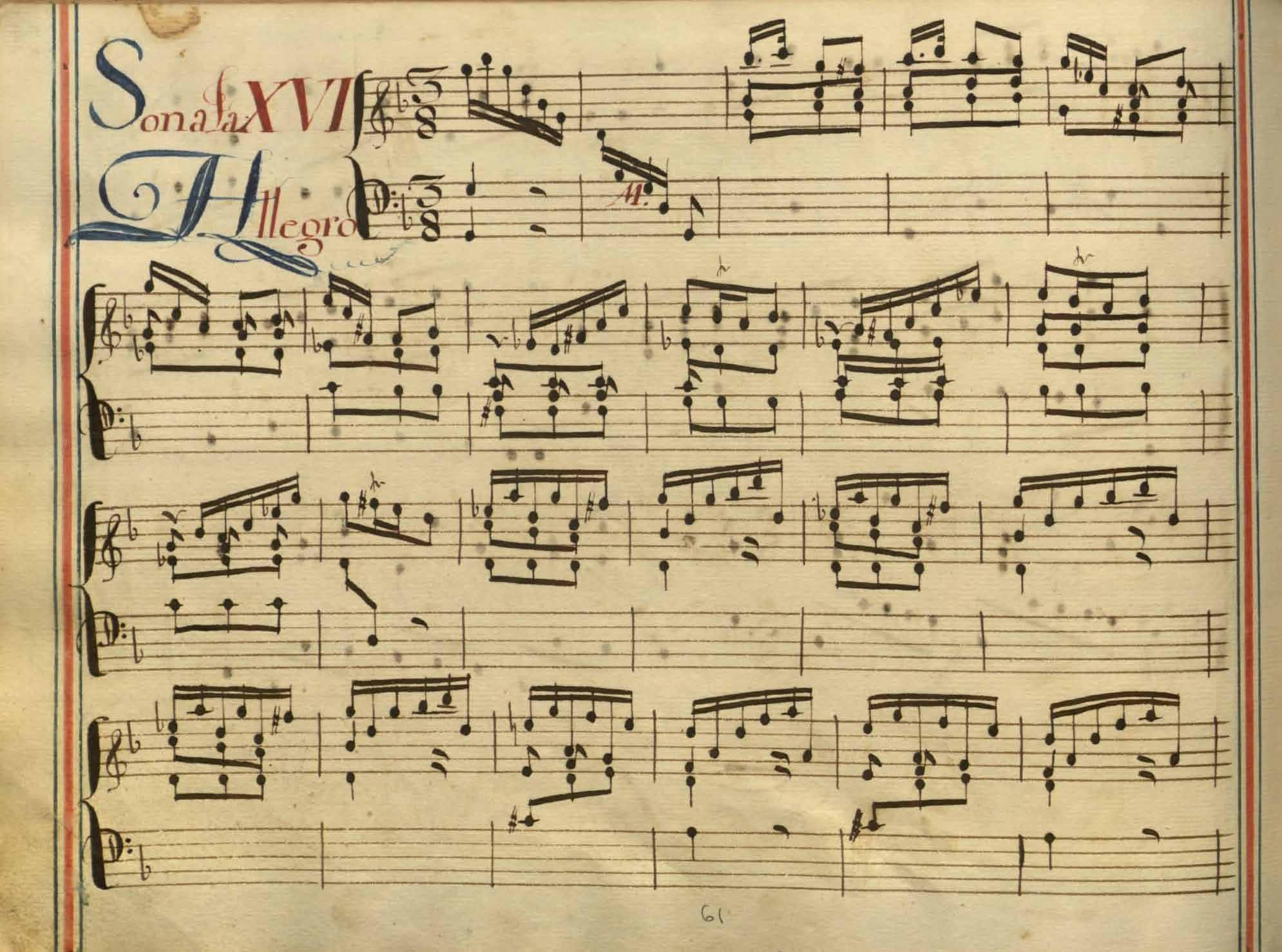
Madrid, 16.

## Interprètes
La sonate K. 179 est peu enregistrée mais défendue au piano par Hae Won Chang (1984, Naxos, vol. 2) et Carlo Grante (2009, Music & Arts, vol. 1) ; au clavecin — outre Scott Ross (Erato, 1985) — par Pieter-Jan Belder (2013, Brilliant Classics, vol. 4), Richard Lester (2001, Nimbus, vol. 1) et Pierre Hantaï (2019, Mirare).

## Sources
: document utilisé comme source pour la rédaction de cet article.
- Ralph Kirkpatrick (trad. de l'anglais par Dennis Collins), Domenico Scarlatti, Paris, Lattès, coll. « Musique et Musiciens », 1982 (1re éd. 1953 (en)), 493 p. (OCLC 954954205, BNF 34689181).
- Alain de Chambure, « Domenico Scarlatti : Intégrale des sonates — Scott Ross », p. 192, Erato (2564-62092-2), 1985 (OCLC 891183737) ..
- (es) Laura Cuervo Calvo, « El manuscrito Ayerbe : una fuente española de las sonatas de Domenico Scarlatti de mediados del siglo XVIII », Ad Parnassum, Ut Orpheus Edizioni, vol. 13, no 25,‎ avril 2015, p. 1–26 (ISSN 1722-3954, OCLC 1006521868, lire en ligne).